# Соціальне забезпечення
Соціальний захист (соціальне забезпечення) — система суспільно-економічних заходів, спрямованих на матеріальне забезпечення населення від соціальних ризиків (хвороба, інвалідність, старість, втрата годувальника, безробіття, нещасний випадок на виробництві тощо).
З макроекономічної точки зору соціальне забезпечення — це система управління соціальними ризиками з метою компенсації шкоди, зниження або запобігання їх дії на процес розширеного відтворення населення. Як соціально-економічна категорія соціальне забезпечення є відносинами щодо перерозподілу національного доходу з метою забезпечення встановлених соціальних стандартів життя для кожної людини в умовах дії соціальних ризиків.

## Історія
В Середньовіччі соціальним забезпеченням немічних, хворих і старих займались члени сім'ї, а також корпорація, до якої належав індивід (церква, цех, селянська громада, чернечий орден тощо). З бурхливим розвитком промисловості у другій пол. 19 ст. соціальне забезпечення (соц. політика) переходить поступово до рук держави, яка заходами соціального законодавства втручається в економічні відносини й вимагає соціальної охорони робітників і службовців на випадок хвороби, інвалідності, на старість тощо.

### Німеччина
Засновником системи державного соціального забезпечення вважається німецький канцлер Отто фон Бісмарк. Намагаючись відволікти пролетаріат від соціалістичних ідей, він уперше запровадив закони про медичне страхування, страхування на випадок інвалідності, страхування на випадок нещасного випадку та пенсію на старість. Свою соціальну програму Бісмарк назвав «прикладним християнством». Метою цих новацій було не лише привернути політичні симпатії робітників до юнкерського уряду, а й збільшити продуктивність їх праці.
В законі про пенсійне забезпечення Бісмарк встановив пенсійний вік на рівні 70 років, тоді як середня тривалість життя робітника в Німеччині на той час становила близько 45 років.
Елементи соціального забезпечення поступово почали впроваджувати в себе й інші європейські держави, особливо після Російської революції. Європейські уряди впроваджували соціальне законодавство, прагнучи заспокоїти пролетаріат і уникнути революційних катаклізмів. На уряди чинили тиск також профспілки.

### Швеція
Соціал-демократи, які прийшли до влади у Швеції внаслідок дефіциту харчових продуктів під час Першої світової війни, в 1932–1976 роках безперервно керували країною. Вони відмовились від концепції класової боротьби, розробивши натомість концепцію «Folkhemmet» («народного дому»). Введені елементи планової економіки дозволили ефективно перерозподіляти багатства за допомогою соціального забезпечення.
Швеція стала однією з перших країн у світі, які ввели безкоштовну освіту на всіх рівнях, включно з університетами. Всім громадянам було гарантовано безкоштовне медичне обслуговування.
В 1940-х роках було розгорнуто масштабне житлове будівництво, яке змінило обличчя Швеції: лише з 1965 до 1974 роки було побудовано більше мільйона дешевих сучасних помешкань.
Рівень бідності в Швеції — один із найнижчих (6,5 %).
Останнім часом шведська модель соціального забезпечення перебуває під загрозою через демографічну кризу: питома вага пенсіонерів зростає, тоді як кількість економічно активного населення зменшується. Однак високий рівень фіскальної дисципліни шведів рятує ситуацію: ніхто не ухиляється від сплати високих податків.

### Велика Британія
В 1942 році британський економіст лорд Вільям Беверідж представив у парламенті Доповідь про соціальне страхування та інші послуги. Він запропонував зобов'язати всіх громадян працездатного віку щотижнево сплачувати внесок у систему національного страхування, яка видаватиме фінансову допомогу в разі хвороби, втрати роботи, виходу на пенсію та втрати годувальника.
Крім того, лорд Беверідж запропонував створити Національну службу охорони здоров'я (National Health Service, NHS) — державний орган, який забезпечує всім громадянам безкоштовні медичні послуги. NHS користується такою популярністю серед британців, що колишній канцлер казначейства Найджел Лоусон назвав її «національною релігією». Навіть Маргарет Тетчер, проводячи приватизацію багатьох галузей економіки, не наважилась здійснювати значні зміни в галузі охорони здоров'я. Вся діяльність NHS фінансується повністю з податків.
Ще однією пропозицією Беверіджа була видача грошей молодим батькам за народження дитини. Завдяки цьому післявоєнна демографічна криза в Британії швидко була подолана, натомість почався бебі-бум.
Значний вплив на доповідь Беверіджа справили ідеї Кейнса про те, що динаміка суспільного виробництва й зайнятості визначаються факторами платоспроможного попиту, а отже, перерозподіл прибутків в інтересах соціальних груп, що отримують нижчі прибутки, здатне підвищити грошовий попит масових покупців.

### Україна
Перші закони для захисту промислових робітників були застосовані на українських землях під Австрією в 1854 році, але тільки в гірничій промисловості (її на українських землях майже не було); в 1902 році подібний захист введено для залізничників. Окремі закони передбачали заходи для захисту жінок і дітей. Для цього були створені т. зв. промислові інспекторати (1883). Перші закони для організації посередництва у влаштуванні на працю були ухвалені в 1907 році; в 1867 році була вперше створена «організація для представництва професійних інтересів робітників і службовців» (профспілки). Законом від 1887 року введено обов'язкове страхування робітників від нещасних випадків при праці (внески сплачували працедавці); з 1888 року — на випадкові хвороби, а з 1906 обов'язкове страхування службовців (пенсійне й інвалідне). Сільське населення й сільські робітники ніяким страхуванням не користувалися.
Російська Імперія у справі соціального забезпечення була відсталою країною. Лише в 1912 році створено фабричні каси хворих для обов'язкового страхування на випадок хвороби. В Україні ці каси були створені тільки на Донбасі і в деяких великих містах.
Під Польщею законом 1924 року поширено австрійське страхування від нешасних випадків і на ті українські землі під Польщею, що до 1914 належали до Російської Імперії. 1927 року видано закон про пенсійне і інвалідне страхування службовців (також у разі безробіття); 1933 року уніфіковано закон про соціальне страхування як робітників, так і службовців.
На українських землях під Румунією було чинне румунське соціальне законодавство з 1912 року. Лише 1933 року було видано уніфікаційний закон про соціальне забезпечення.
Найпрогресивнішим було соціальне законодавство в Чехословаччині. На Закарпатті до 1924 був чинний угорський закон 1907 року про обов'язкове страхування робітників від хвороби, інвалідності й на старість. 1924 року введено уніфікаційний закон для всієї Чехословаччини, який пізніше кілька разів змінювано й доповнювано. 1929 року введено закон про пенсійне забезпечення для службовців.
В усіх цих державах, крім обов'язкового соціального забезпечення, існувало також необов'язкове забезпечення різних родів порядком угод з приватними товариствами. Обов'язкове соціальне забезпечення ґрунтувалося на співдії застрахованих робітників і службовців у вигляді сплачування внесків визначеного законом розміру. У деяких випадках ці внески сплачували роботодавці (при страхуванні від хвороби і від нещасних випадків на роботі). У створенні фондів безробіття брала участь також держава бюджетними дотаціями.
В СРСР було відкинуто концепцію співдії застрахованих, а на її місце введено т. зв. державне соціальне забезпечення. Фонд забезпечення твориться з відрахувань із прибутків підприємств і організацій у встановленому законом розмірі і з дотацій з державного бюджету. Державне соціальне забезпечення складається з соціального забезпечення у вужчому розумінні і з соціального страхування робітників і службовців. З фонду соціального забезпечення виплачуються допомоги для тимчасово непрацездатних робітників і службовців, вагітним жінкам, а також пенсії. Існують пенсії на старість, інвалідність і в разі втрати годувальника (їх отримують непрацездатні члени родини, що були на утриманні померлого робітника, службовця, військового). Крім цього, існують ще пенсії за вислугу років; їх отримують учителі, лікарі, ветеринари, агрономи, військові, робітники культури та ін. держ. службовці, які відслужили передбачену законом кількість років.
Пенсійне забезпечення декларативно введено в СССР одразу ж після Революції, насправді ж поступово в окремих галузях нар. господарства: лише з 1937 року всі робітники і службовці були охоплені пенсійним забезпеченням. Найнижчий розмір пенсії становив 30 карб., найвищий — 120. Існували ще т. зв. персональні пенсії, які встановлюються для осіб, які мають особливі заслуги перед державою, що є своєрідним привілеєм і тому не належать до соціального забезпечення. Найвищий розмір персональної пенсії становив 200 карб. на місяць.
Соціальне забезпечення колгоспників до 1964 року не існувало. Передбачені колгоспними статутами допомогові каси колгоспів, як правило, не існували. Лише законом 1964 року введено державну систему матеріального забезпечення колгоспників: створено т. зв. централізований союзний фонд соціального забезпечення колгоспників з відрахувань з прибутків колгоспів, з якого виплачують пенсії на старість, інвалідність і т. д. Ці пенсії були значно нижчими, ніж пенсії робітників і службовців.

## Принципи соціального захисту
Національні системи соціального захисту сформувалися з урахуванням специфіки економічного, соціального й культурного розвитку країн. Однак, попри відмінності в шляхах розвитку й особливостях організації, якості й обсязі послуг, а також у методах фінансування, всі системи соціального захисту функціонують на основі єдиних принципів.

### Принципсоціального страхування
Згідно з цим принципом, фінансування механізмів соціального захисту здійснюється за рахунок страхових внесків членів страхового об'єднання, які при настанні страхового випадку отримують страхові виплати. Фінансування виплат з соціального страхування також може частково здійснюватися за рахунок державних дотацій або кредитів.
Принцип соціального страхування відіграє значну роль, насамперед, в Німеччині, Австрії, Франції, Італії та Нідерландах, де фінансування систем соціального захисту здійснюється або на основі тристоронньої участі робітників, роботодавців і держави (Німеччина, Австрія), або переважно за рахунок роботодавців і держави (Італія, Франція).
Застосування принципу соціального страхування ґрунтується на правилах еквівалентності та перерозподілу.

#### Правило еквівалентності
Відповідно до правила еквівалентності, обсяг страхових виплат залежить від розміру страхових внесків. Тобто, вносячи певну частку заробітної плати (страховий внесок) в фонд соціального страхування, застрахована особа, в разі втрати доходу, має право на отримання фінансового відшкодування, обсяг якого співвідноситься з розміром попередньої заробітної плати і сплачених внесків.

#### Правило перерозподілу
Поряд з правилом еквівалентності, принцип соціального страхування містить також правило перерозподілу, згідно з яким прибутки страхового фонду перерозподіляються на користь менш фінансово забезпечених членів спільноти через систему солідарної поруки.
Ця особливість відрізняє соціальне страхування від добровільного страхування. Якщо у випадку добровільного страхування розмір страхових внесків кожного застрахованого розраховуються індивідуально, відповідно до ймовірності страхового ризику, то в соціальному страхуванні ймовірність настання страхового випадку не впливає на розрахунок розміру страхових внесків. Наприклад, страхові внески не залежать від віку або сімейного стану, крім того, в деяких випадках непрацюючі члени сім'ї, що взагалі не сплачують страхові внески, можуть мати право на отримання страхових виплат.
Таким чином, соціальний захист і соціальна справедливість забезпечуються тим, що громадяни мають вільний доступ до системи соціального страхування (на відміну від добровільного страхування), незалежно від наявності у них соціальних ризиків (похилий вік, хронічна хвороба, інвалідність тощо) і ступеня ймовірності цих ризиків. Це надає соціальному страхуванню суспільної значущості й обумовлює обов'язковість участі громадян в системі соціального страхування.
Співіснування правила еквівалентності та правила перерозподілу ґрунтується на тому, що принцип соціального страхування сполучається з принципом суспільної солідарності. Побудовані таким чином системи соціального захисту, як правило, схвалюються учасниками, особливо коли йдеться про групи застрахованих з відносно гомогенним складом.

#### Історія запровадження
Як правило, в європейських країнах першим вводилось страхування від нещасних випадків, потім — медичне і пенсійне страхування, і значно пізніше — страхування від безробіття. Ця послідовність пояснюється різним ступенем відповідності цих видів страхування принципам ліберальної ринкової економіки:
1. Страхування від нещасних випадків на виробництві найменше суперечило існуючим принципам ліберальної економіки.
2. Страхове забезпечення за старістю та хворобою вимагало глибшої трансформації ринкових принципів, позаяк згадані ризики, як головні джерела бідності, переносились із індивідуальної сфери відповідальності в колективну. Крім того, таке страхування вимагало більшого рівня адміністративних інновацій і більших коштів.
3. Страхування від безробіття найбільше суперечило панівному тоді неокласичному підходу до економічної політики. Згідно з цим підходом, безробіття розумілося як добровільний вибір індивіда, а її зростання — як тимчасове явище. Крім того, залежність від циклічних коливань ускладнювала страхування безробіття.

### Принцип соціального забезпечення
На відміну від принципу соціального страхування, принцип соціального забезпечення передбачає надання соціального захисту іншим категоріям населення (державні службовці, військові, діти-сироти тощо) і фінансування таких соціальних видатків за рахунок податкових надходжень у бюджет. На основі цього принципу відбувається фінансування державної соціальної політики, в тому числі програм в галузі охорони здоров'я, середньої та вищої освіти.
Принцип соціального забезпечення є визначальним у системах соціального захисту з уніфікованим базовим набором соціальних послуг, що надаються всім громадянам держави. Такі системи функціонують у скандинавських країнах (в Данії, Швеції, Фінляндії), а також у Великій Британії. Характерною рисою систем соціального захисту в цих країнах є переважно бюджетне фінансування соціальних програм (особливо в Данії, Великій Британії та Швеції), а також державна організація соціальних установ (наприклад, Національна служба охорони здоров'я Великої Британії). Принцип страхування відіграє в таких економіках меншу роль, оскільки для них властиві високі обсяги перерозподілу національного доходу й фінансування соціальних послуг через державний бюджет для зменшення соціальної нерівності. Таким чином, принцип соціального забезпечення є принципом солідарної підтримки всіх членів суспільства щодо певних груп осіб. Проте, в Німеччині принцип соціального забезпечення розглядається, насамперед, як принцип відшкодування завданої шкоди з боку держави.
Фінансування соціального забезпечення за рахунок бюджетних коштів прямо залежить від ефективності економіки, тому під час економічного спаду може приводити до перевантаження державних фінансів та відповідних негативних наслідків. Однак застосування цього принципу є необхідним у випадках неможливості надання соціальних гарантій відносно тих ризиків, до яких неможливо застосувати принцип страхування.

### Принцип допомоги
Згідно з цим принципом, людина, яка потрапила в скрутне становище і не може самостійно з нього вийти, може звернутись по допомогу до відповідних інстанцій і розраховувати на соціальний захист (соціальні виплати, соціальні послуги) в обсязі, достатньому для подолання проблем, що зумовили звернення по допомогу. Так само, як і принцип соціального забезпечення, цей принцип передбачає фінансування соціальних видатків за рахунок податкових надходжень до бюджету.
Особливістю соціальних програм, заснованих на принципі допомоги, є необхідність перевірки нужденності бенефіціара, з метою підтвердження або спростування його права на отримання допомоги. Така перевірка дозволяє визначити характер проблеми і необхідний обсяг допомоги, а також запобігає зловживанню доступними в суспільстві програмами соціального захисту з боку окремих несумлінних осіб. Проте, необхідність таких перевірок зумовлює недосконалість цього принципу, оскільки потребує додаткових ресурсів для їх проведення і не може гарантувати безсторонність і неупередженість тих, хто здійснює перевірку і приймає рішення про надання допомоги.
Разом з цим, елементи соціальної допомоги є неодмінною частиною системи соціального захисту в ринковій економіці, оскільки самі лише принципи соціального страхування й соціального забезпечення не дозволяють врахувати всі можливі соціальні ризики і побудувати багатопланову та всеохопну систему соціального захисту населення.

### Принцип соціальної солідарності
Цей принцип передбачає взаємну допомогу всіх учасників системи соціального захисту. Така взаємодопомога реалізується у вигляді перерозподілу коштів між різними соціально-економічними та соціально-демографічними групами населення. Можна виділити три складові цього принципу.
1. Соціальна солідарність забезпечується об'єднанням різних ризиків при однакових страхових внесках (саме тут присутній зв'язок із правилом перерозподілу принципу соціального страхування).
2. Соціальна солідарність передбачає інтертемпоральний (міжчасовий) перерозподіл. Йдеться про так званий договір поколінь, згідно з яким відбувається перерозподіл прибутків від працездатних молодих до непрацездатних старих членів суспільства.
3. Соціальна солідарність є основою інтерперсонального (міжособистісного) перерозподілу. В цьому разі перерозподіл прибутків здійснюється:
  - між найбагатшими й найбіднішими соціальними групами;
  - безпосередньо між застрахованими суб'єктами;
  - між застрахованими й незастрахованими учасниками системи соціального захисту.

## Моделі соціального захисту в державах ЄС
У країнах-членах Європейського Союзу домінують чотири основні моделі: континентальна (бісмарківська), англосаксонська (модель Беверіджа), скандинавська і південно-європейська. Ця типологія зафіксована в документах Європейської комісії.

### Континентальна модель
Континентальна модель (інша назва — модель Бісмарка) встановлює жорсткий зв'язок між рівнем соціального захисту та тривалістю професійної діяльності. В основі цієї моделі лежить механізм соціального страхування, отже соціальні видатки фінансуються, переважно, за рахунок страхових внесків роботодавців і застрахованих працівників. Таким чином, ця модель передбачає реалізацію правила еквівалентності, коли величина страхових виплат визначається насамперед величиною страхових внесків. В момент свого народження (1880-ті роки) німецька система соціального захисту відтворювала саме цю модель.
В класичному вигляді, ця модель базується на принципі соціального страхування і професійній солідарності, що передбачає існування страхових фондів, якими на паритетних засадах керують власники підприємств та наймані робітники. Такі фонди акумулюють соціальні відрахування з заробітної платні, за рахунок яких здійснюються страхові виплати. Фінансування таких систем відбувається, як правило, незалежно від державного бюджету, оскільки така модель соціального захисту суперечить принципу бюджетної універсальності (згідно з яким бюджет повинен містити всі без винятку державні прибутки і видатки, не допускаючи зміни однієї суми за рахунок іншої).
Сьогодні ця модель, як правило, ґрунтується не лише на принципі соціального страхування. Для малозабезпечених членів суспільства, що не мають можливості отримувати страхові соціальні виплати (наприклад, через відсутність страхового стажу), соціальний захист реалізується через принцип соціальної допомоги. Йдеться про допоміжні механізми, які є відступами від початкових засад бісмарківської моделі. Таким чином, розвиток системи соціальної допомоги приводить до модифікації цієї моделі й збільшення частки бюджетного фінансування системи соціального захисту.
Попри існування принципу обов'язковості соціального страхування, він дотримується не завжди. Це пов'язано з існуванням граничних рівнів зарплатні, вище яких або відбувається лімітування відрахувань, або належність до системи соціального страхування вже не є обов'язковою.

### Англосаксонська модель
Англосаксонська модель (відома як модель Вільяма Беверіджа) представлена в Європі Великою Британією та Ірландією. Вона базується на таких принципах:
- принцип всезагальності (універсальності) системи соціального захисту — поширення її на всіх громадян, які потребують соціальної допомоги;
- принцип одноманітності й уніфікації соціальних послуг і виплат, що виражається в стандартизованості способів розрахунку розміру та умов надання пенсій і медичного обслуговування;
- принцип розподільної справедливості — основний у даній моделі, оскільки йдеться не про професійну (як у бісмарківській моделі), а про національну солідарність.

Фінансування таких систем здійснюється як за рахунок страхових внесків, так і за рахунок державного бюджету. Наприклад, фінансування сімейних виплат і видатків на охорону здоров'я здійснюється з державного бюджету, тоді як інші соціальні виплати забезпечуються страховими внесками найманих робітників і роботодавців. На відміну від континентальної, ця модель передбачає досить низькі соціальні виплати з соціального страхування, при домінуючій ролі соціальної допомоги в системі соціального захисту.

### Скандинавська модель
Ця модель соціального захисту характерна для Данії, Швеції та Фінляндії. Соціальний захист у ній розуміється як законне право громадянина. Відмінною рисою скандинавської моделі є широке охоплення різних соціальних ризиків і життєвих ситуацій, які вимагають підтримки суспільства. Отримання соціальних послуг і виплат, як правило, гарантується всім жителям країни й не обумовлюється зайнятістю й виплатою страхових внесків.
В цілому рівень соціальної захищеності, пропонований цією моделлю, доволі високий. Не в останню чергу це досягається за рахунок активної перерозподільної політики, спрямованої на вирівнювання прибутків.
Необхідною попередньою умовою функціонування даної моделі є високо організоване суспільство, побудоване на основі відданості принципам інституційного суспільства добробуту. Фінансування систем соціального захисту в цій моделі здійснюється, переважно, за рахунок оподаткування, хоча певну роль відіграють страхові внески підприємців і найманих робітників.
Єдиною частиною соціального захисту, виділеною з загальної системи, є страхування від безробіття, яке є добровільним і управляється профспілками. Донедавна наймані працівники були практично звільнені від сплати страхових внесків і брали участь у системі соціального захисту шляхом сплати податків.
Однак, в останнє десятиліття XX століття намітилась тенденція поступового зростання участі найманих працівників у фінансуванні страхових програм і збільшення страхових відрахувань із заробітної платні. Ця ж тенденція простежується і щодо підприємців, тоді як соціальні видатки держави протягом останніх років помітно скоротились.

### Південноєвропейська модель
Південноєвропейська модель представлена в Італії, Іспанії, Греції й Португалії. В цих країнах системи соціального захисту були створені або вдосконалені лише протягом останніх десятиліть. Дану модель можна інтерпретувати як таку, що розвивається, перехідну. Західні дослідники відзначають її «рудиментарність».
Як правило, рівень соціальної захищеності в цій моделі відносно низький, а завдання соціального захисту часто розглядається як справа родичів і сім'ї. Тому сім'я й інші інститути громадянського суспільства відіграють не останню роль, а соціальна політика має переважно пасивний характер і орієнтована на компенсацію втрат у прибутках окремих категорій громадян.
Характерною рисою даної моделі є також асиметрична структура соціальних видатків. Так, в Італії найбільшу частку соціальних видатків займає пенсійне забезпечення (14,7 % ВВП при середньоєвропейському рівні 12,5 %), тоді як на підтримку сім'ї, материнства, освіти й політику зайнятості витрачаються порівняно незначні кошти (близько 1 %).

## Соціальний захист в окремих країнах ЄС

### Німеччина
Центральне місце в німецькій системі соціального захисту займає соціальне страхування. Згідно з принципом самоуправління, установи соціального страхування наділені правовою, фінансовою й організаційною незалежністю від інститутів державного управління. Проте, держава створює правову основу і здійснює правовий нагляд і перевірки діяльності органів соціального захисту.
Установи, що здійснюють страхування, діють розрізнено: незалежно одне від одного діють організації з пенсійного забезпечення, медичні страхові організації тощо.
Поряд із соціальним страхуванням передбачені механізми соціальної допомоги, яка надається в разі, якщо всі види страхових соціальних виплат вичерпано.
Фінансування системи соціального захисту в Німеччині здійснюється з внесків застрахованих осіб найманої праці та роботодавців, за рахунок державного бюджету, а також за рахунок комбінації обох видів фінансування. Гарантом виконання соціальних зобов'язань виступає держава, перерозподіляючи частину коштів на покриття видатків у вигляді державних дотацій.

### Франція
Особливість французької системи соціального захисту — дуже складна організаційна структура та висока частка видатків на соціальні програми, яка перевищує середній рівень по ЄС. З 1970 по 2003 роки видатки на соціальний захист у Франції зросли з 17,5 % до 30,9 %.
Особливості французької системи:
- розгалужена система професійно-галузевих схем соціального страхування;
- розвинена система сімейних виплат, яка стала результатом тривалої еволюції;
- велика роль додаткових систем соціального захисту, особливо в галузі пенсійного й медичного страхування.

Розподільний принцип фінансування лежить в основі функціонування не лише державних схем соціального страхування, а й обов'язкових додаткових професійних систем страхування.
Управління соціальним захистом у Франції організовано ієрархічно в вигляді діючих на національному й регіональному рівнях страхових кас, відповідальних за той чи інший вид соціального захисту. Регіональні й місцеві каси соціального страхування є самоврядними організаціями, кожна з яких має власне правління, що складається з представників застрахованих і роботодавців.
Основним джерелом фінансування системи соціального захисту у Франції слугують страхові внески працівників і роботодавців. Винятком є страхування від безробіття й сімейні виплати, частка державних дотацій у яких істотно вища, ніж в інших галузях соціального забезпечення, а також страхування від нещасних випадків, яке фінансується виключно за рахунок коштів роботодавця.

### Велика Британія
Особливості британської системи соціального захисту:
- відсутність спеціальних, організаційно оформлених інститутів, що займаються страхуванням конкретних видів соціальних ризиків — страхування по старості, по хворобі, від безробіття, від нещасних випадків на виробництві тощо. Всі програми соціального захисту об'єднані в рамках єдиної системи соціального захисту.
- велика роль державних установ у забезпеченні соціальними послугами та виплатами, а також їх тісний зв'язок із приватними страховими програмами.

Британська система не передбачає існування цільових страхових внесків, призначених для утримання конкретних страхових програм: пенсійного, медичного страхування, пенсій за інвалідністю тощо.
Структура фінансування системи соціального захисту в Великій Британії визначається поділом цієї системи на дві частини: національну охорону здоров'я та національне соціальне страхування. Перша фінансується на 90 % з державного бюджету, а друга — за рахунок страхових внесків найманих працівників і підприємців. Окрім охорони здоров'я, податкове фінансування характерне для убезпечення від нещасних випадків на виробництві, а також сімейних виплат.

### Швеція
Основним принципом шведської системи соціального захисту є її універсальність, тобто охоплення всіх прошарків населення. Наступним за важливістю принципом, характерним для багатьох європейських «соціальних економік», є принцип соціальної солідарності, який полягає в тому, що всі громадяни рівним чином і незалежно від соціального статусу беруть участь у фінансуванні системи соціального захисту, докладаючи співмірний своїм прибуткам внесок.
Необхідним елементом у такій системі виступає держава, яка бере на себе функції перерозподілу соціальних благ від забезпечених до найуразливіших категорій населення. Якщо брати до уваги лише прибуток у формі зарплатні (в середньому, близько 2500 доларів у місяць), то 36 % населення країни можна було б віднести до розряду бідних (найвищий показник у групі промислово розвинених країн світу). Однак після перерозподілу сукупного суспільного доходу через систему податків і соціальних виплат (1/3 держбюджету йде на соціальні потреби), а також враховуючи соціальні видатки муніципальних бюджетів і виплати з пенсійних та інших страхових фондів, до категорії бідних потрапляє всього лиш 5,6 % населення. Для порівняння: аналогічні показники в США складають відповідно 27 % і 17 %.
Рівень оподаткування в Швеції є одним із найвищих у світі, але така дорожнеча системи соціального захисту вповні компенсується високим ступенем соціальної захищеності населення, відсутністю приголомшливого контрасту між багатством і бідністю, і — відповідно — високою політичною й соціальною стабільністю.

### Італія
Одна з основних проблем соціальної політики Італії — історична відмінність у прибутках населення в північних і південних регіонах, що відбивається у статистиці по безробіттю. Відносно загального рівня безробіття в Італії (11,3 %) рівень безробіття на півночі країни становив близько 7,5 % (що наближається до середньоєвропейських величин), а для півдня — понад 20 %. Така ситуація впливає на ролі, яку відіграє соціальний захист: пенсія по інвалідності в економічно слабких регіонах, окрім свого основного призначення, виконує роль допомоги по безробіттю й соціальної допомоги.
Істотною проблемою є співіснування секторів економіки з низьким рівнем соціальних гарантій та секторів, де гарантованість соціальних послуг вища, зокрема, внаслідок широкого розвитку профспілкового руху на півночі країни.
Особливістю італійської системи соціального захисту є незадовільний захист від ризиків людей, які за різних причин опинилися без жодних прибутків. Через цю та інші обставини італійська соціальна політика часто характеризувалася як «рудиментарна».
Наступною проблемою є асиметрична структура соціальних видатків. Найбільшу частину соціальних видатків складає пенсійне забезпечення — 15,4 % від ВВП, тоді як на підтримку сім'ї, материнства, освіти й політику зайнятості витрачаються порівняно незначні кошти (близько 0,8 %). Пенсійну проблему ускладнює також несприятливий демографічний розвиток: середній показник народжуваності в Італії — один із найнижчих в Європі (1,26 дитини на сім'ю). Крім того, внаслідок збільшення тривалості життя, зростає частка людей похилого віку.
Хронічною проблемою є високий рівень державної заборгованості, яка обмежує фінансову свободу держави в соціальній сфері. До проблем можна віднести й недостатню відповідальність як соціальних органів, так і отримувачів соціальних послуг і виплат щодо основних принципів системи соціального страхування.

### Хорватія
У Хорватії до кінця 2011 року соціальний захист належав до компетенції Міністерства охорони здоров'я і соціального захисту. Нині соціальною сферою здебільшого опікується Міністерство соціальної політики та молоді, крім того, питаннями пенсійного забезпечення займається також Міністерство праці та пенсійної системи.

## Соціальний захист вУкраїні
Соціальний захист в Україні має такі основні цілі:
- забезпечення рівня життя непрацездатного населення не нижче прожиткового мінімуму встановленого державою;
- протидія соціальному напруженню в суспільстві, що може бути зумовлене майновою, етнічною, релігійною чи іншою нерівністю.

Основними функціями соціального захисту в Україні є такі:
- реабілітаційна, покликана пом'якшувати наслідки бідності та інших негативних соціальних явищ;
- превентивна, яка полягає в запобіганні виникненню негативних соціальних явищ.

Соціальний захист в Україні має такі складові частини:
1. Соціальне страхування — захист громадян від соціальних ризиків, що впливають на їх працездатність: хвороба, каліцтво, старість, та інші випадки, передбачені законом;
2. Соціальна допомога — різні види соціальних виплат, дотацій, пільг, субсидій, що надаються особам, які потребують соціального захисту.
3. Соціальна справедливість (соціальна солідарність) — компенсація впливу непередбачуваних негативних явищ, таких як техногенні катастрофи чи природні стихійні лиха.

В Україні призначаються такі види державної допомоги: — при вагітності та пологах;  — одноразова допомога при народженні дитини (подати клопотання про призначення допомоги  можна, скориставшись послугами офіційного сайту Кабінету Міністрів України;  — із догляду за дитиною;  — грошові виплати матерям (батькам), зайнятим доглядом трьох і більше дітей віком до 16 років (з 22.08.2005 документ, яким встановлювалися виплати цього виду державної соціальної допомоги втратив чинність);  — із догляду за дитиною-інвалідом; — із тимчасової непрацездатності у зв'язку з доглядом за хворою дитиною; — на дітей віком до 16 років (учнів — до 18 років);  — на дітей одиноким матерям;  — на дітей військовослужбовців строкової служби;  — на дітей, які перебувають під опікою, піклуванням;  — тимчасова допомога на неповнолітніх дітей, батьки яких ухиляються від сплати аліментів, або коли стягнення аліментів неможливе.

## Професійно-медична та соціальна реабілітація інвалідів
Інваліди держави мають законодавчу можливість пройти професійно-медичну та соціальну реабілітацію і набути корисну соціально-значущу професію у Всеукраїнському центрі професійної реабілітації інвалідів.